# Greenvale, New York
Greenvale är en ort i Nassau County i delstaten New York, USA.